# Astylopsis
Astylopsis is een kevergeslacht uit de familie van de boktorren (Cerambycidae). De wetenschappelijke naam van het geslacht werd voor het eerst geldig gepubliceerd in 1913 door Casey.

## Soorten
Astylopsis omvat de volgende soorten:
- Astylopsis arcuata (LeConte, 1878)
- Astylopsis collaris (Haldeman, 1847)
- Astylopsis fascipennis Schiefer, 2001
- Astylopsis macula (Say, 1827)
- Astylopsis perplexa (Haldeman, 1847)
- Astylopsis sexguttata (Say, 1827)